# Pagurapseudopsis gymnophobia
Pagurapseudopsis gymnophobia är en kräftdjursart som först beskrevs av Barnard 1935.  Pagurapseudopsis gymnophobia ingår i släktet Pagurapseudopsis och familjen Pagurapseudidae. Inga underarter finns listade i Catalogue of Life.